# Präsidentschaftswahl in Russland 2012
Die Präsidentschaftswahl in Russland 2012 fand am 4. März 2012 statt.
Sie war die erste Wahl, bei denen der Präsident Russlands für eine Amtszeit von sechs anstatt bisher vier Jahren bestimmt wurde. Dies geschah auf Grundlage eines Ende 2008 verabschiedeten Gesetzes. Letzteres verlängerte auch die Legislaturperiode der Staatsduma ab den Wahlen 2011 auf fünf statt bisher vier Jahre.
Der 2008 gewählte Dmitri Medwedew hatte am Parteitag selber seinen Vorgänger und Nachfolger Wladimir Putin zur Wahl vorgeschlagen, nachdem im Jahr 2008 Putin gemäß Verfassung nach zwei Amtsperioden in Folge nicht hatte erneut antreten dürfen. Die Massenproteste nach den russischen Parlamentswahlen 2011 hatten sich auch gegen den Wiederantritt Wladimir Putins bei der Präsidentschaftswahl gerichtet und dauerten nach seiner Wahl bis im Sommer an.

## Zugelassene Kandidaten

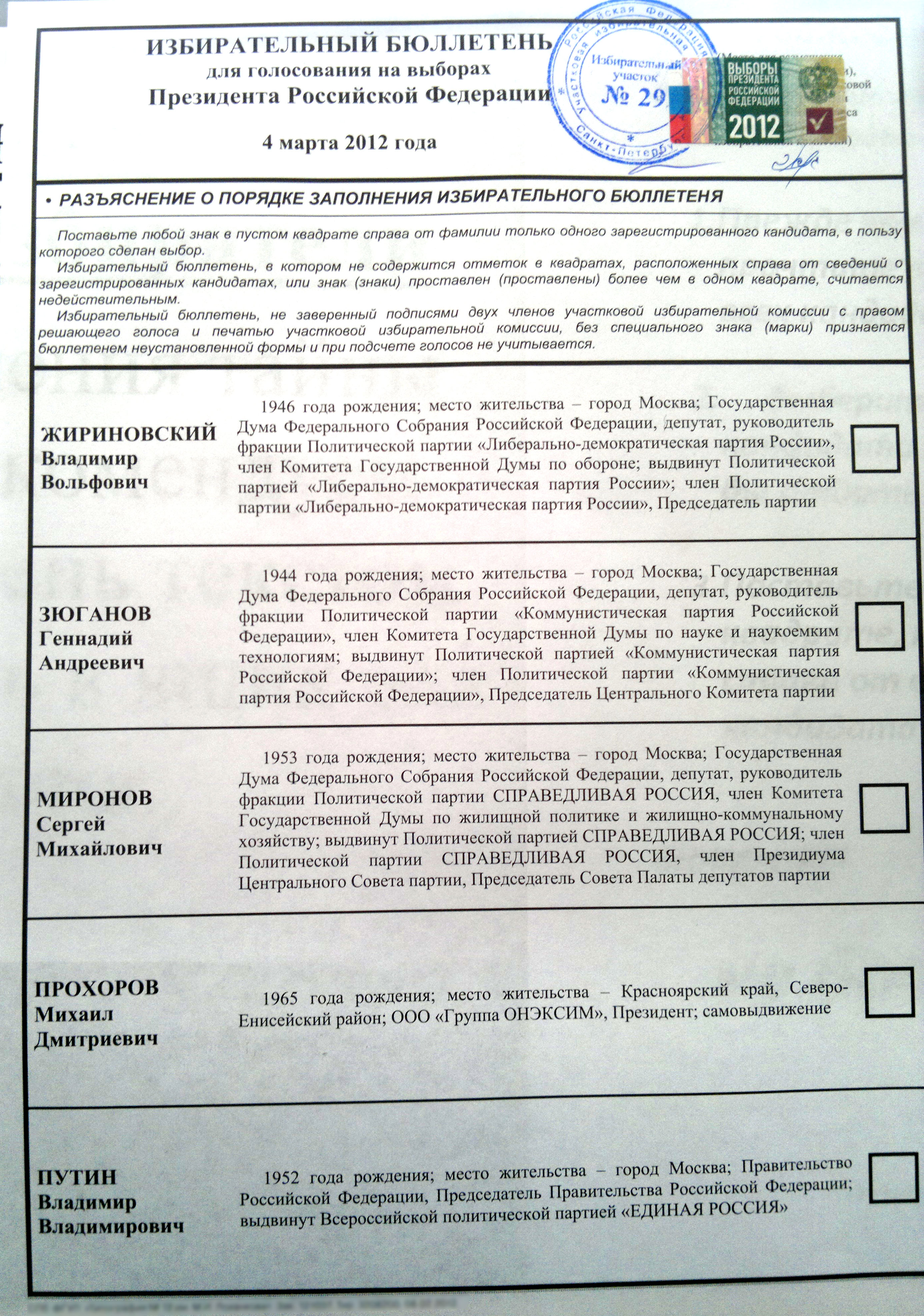
Stimmzettel

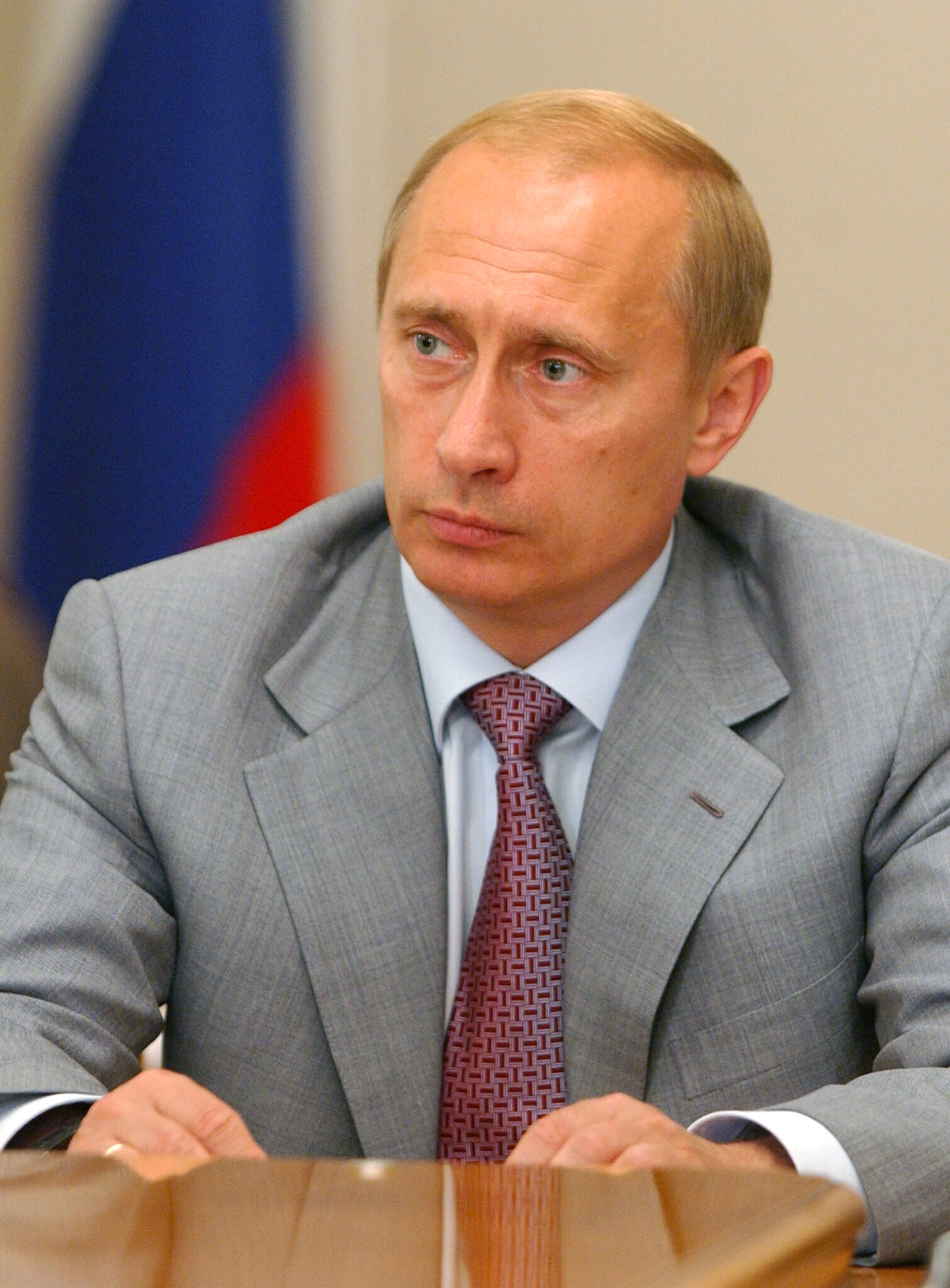
Wladimir Putin
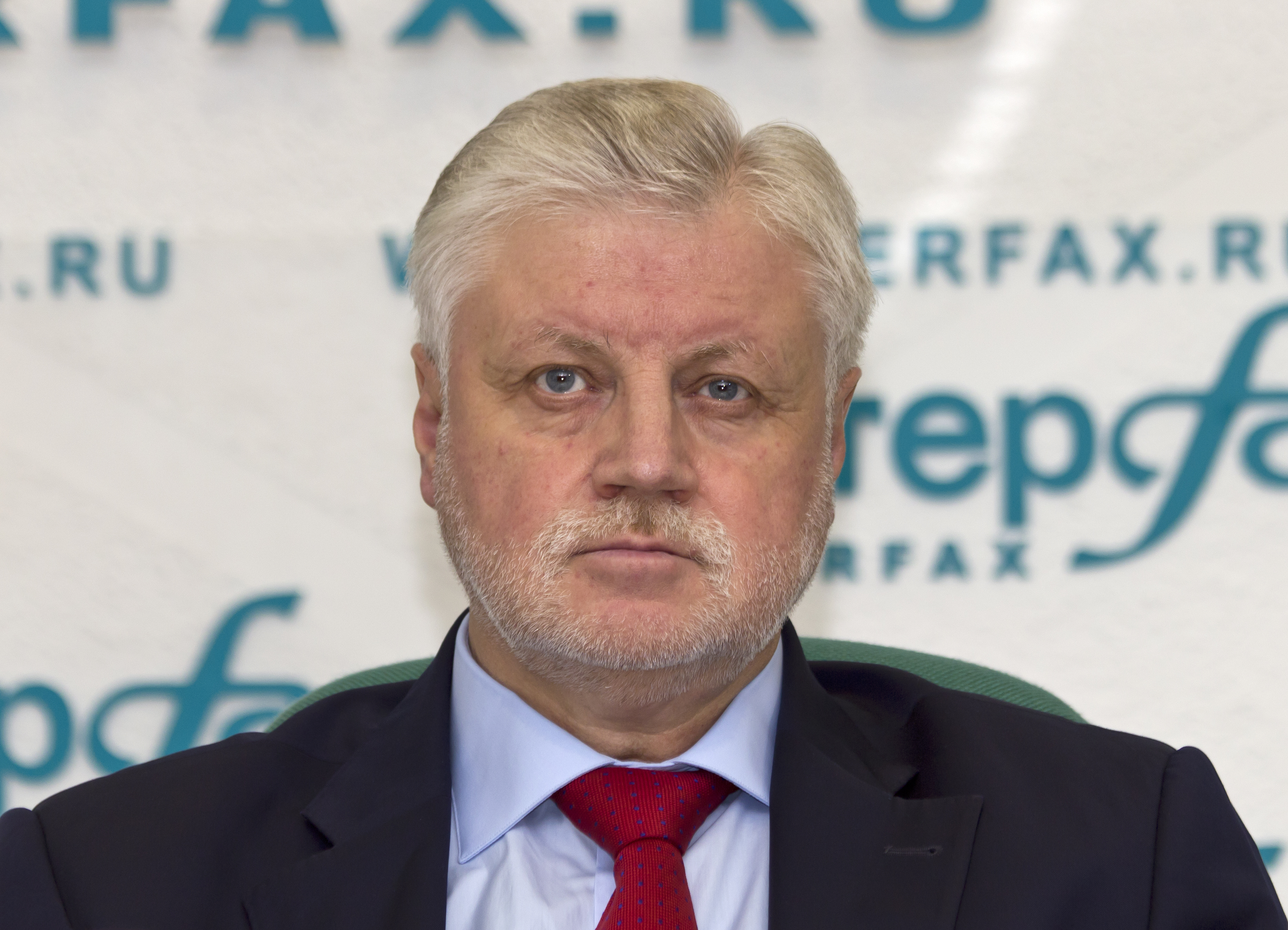
Sergei Mironow
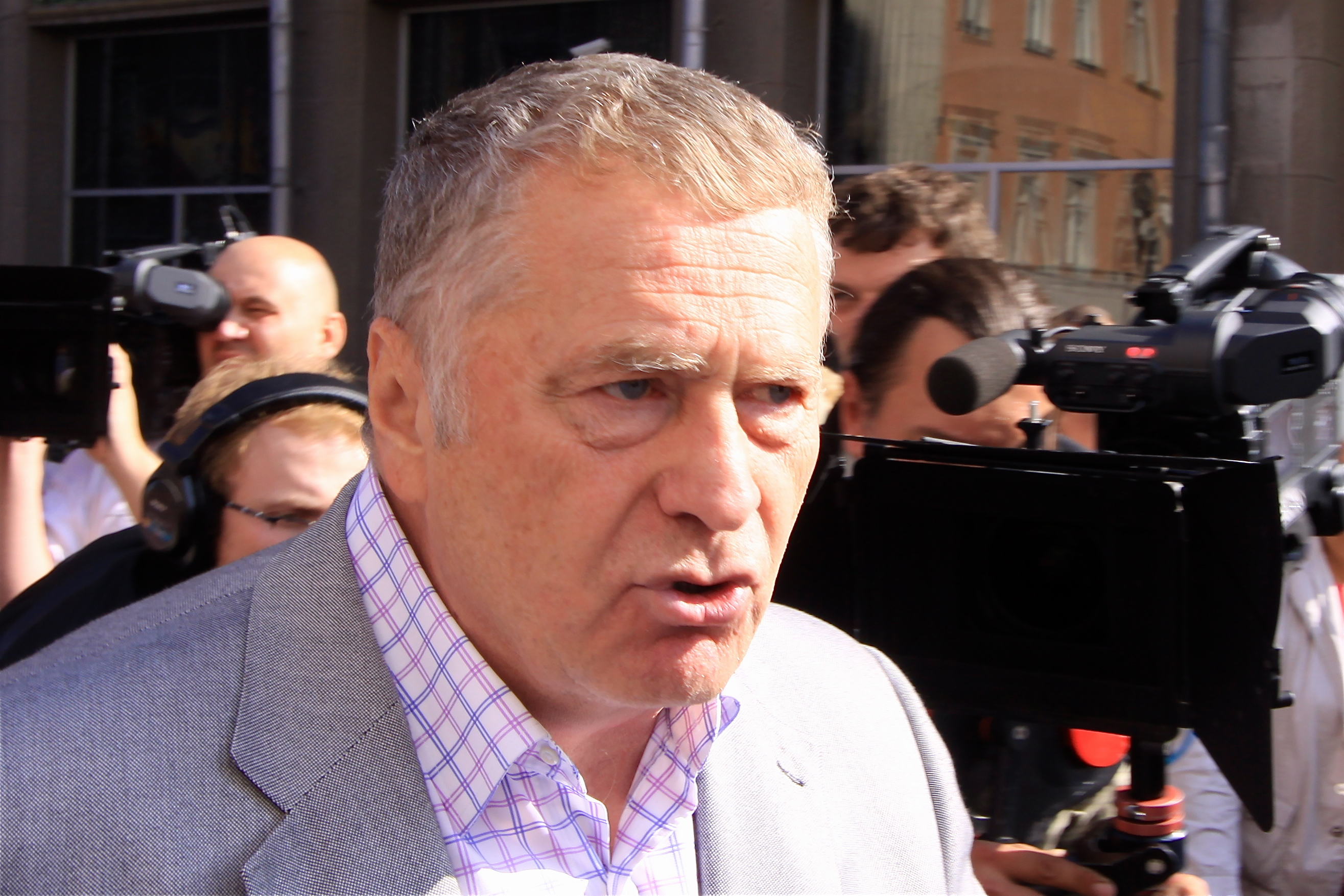
Wladimir Schirinowski
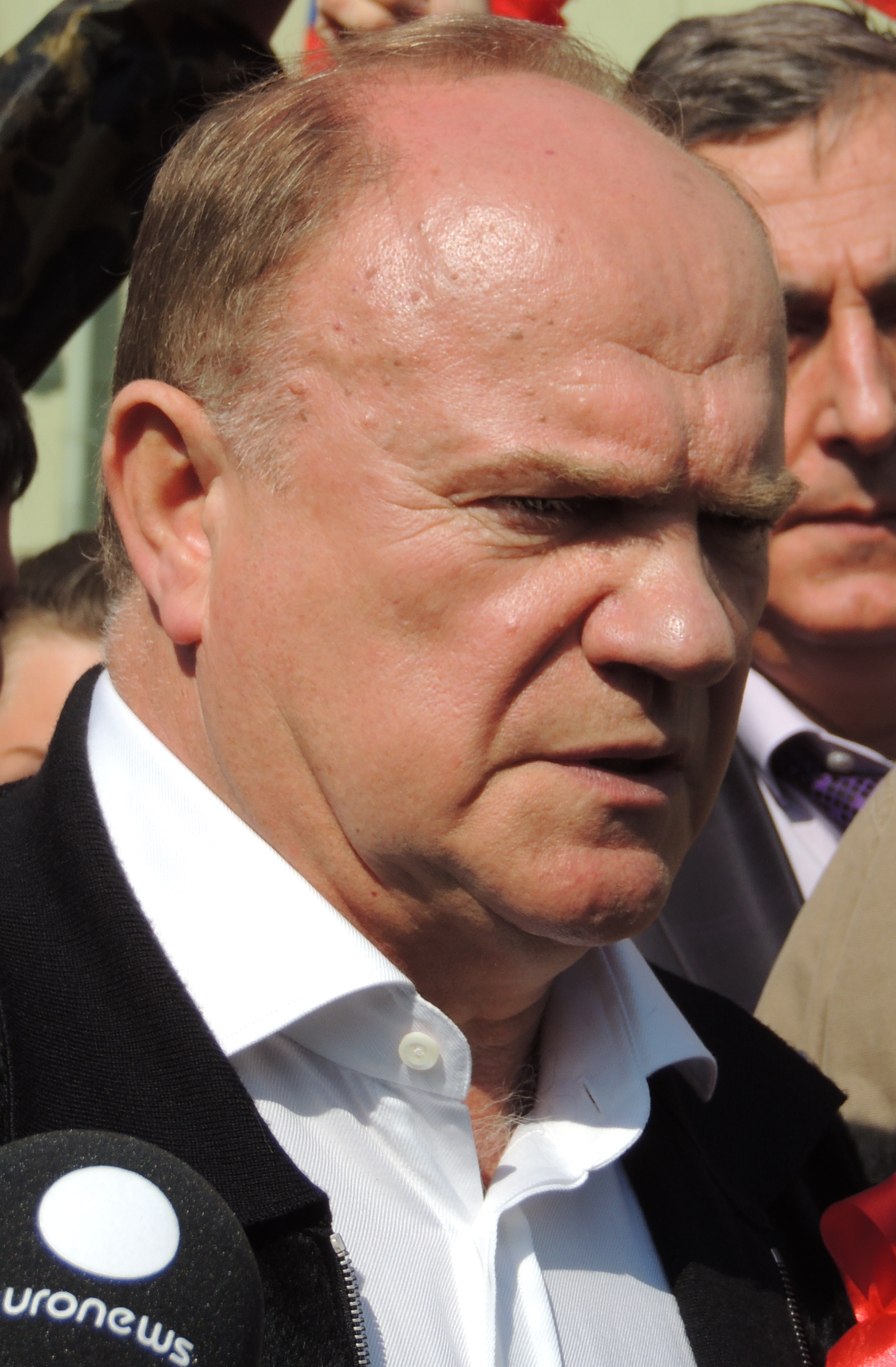
Gennadi Sjuganow
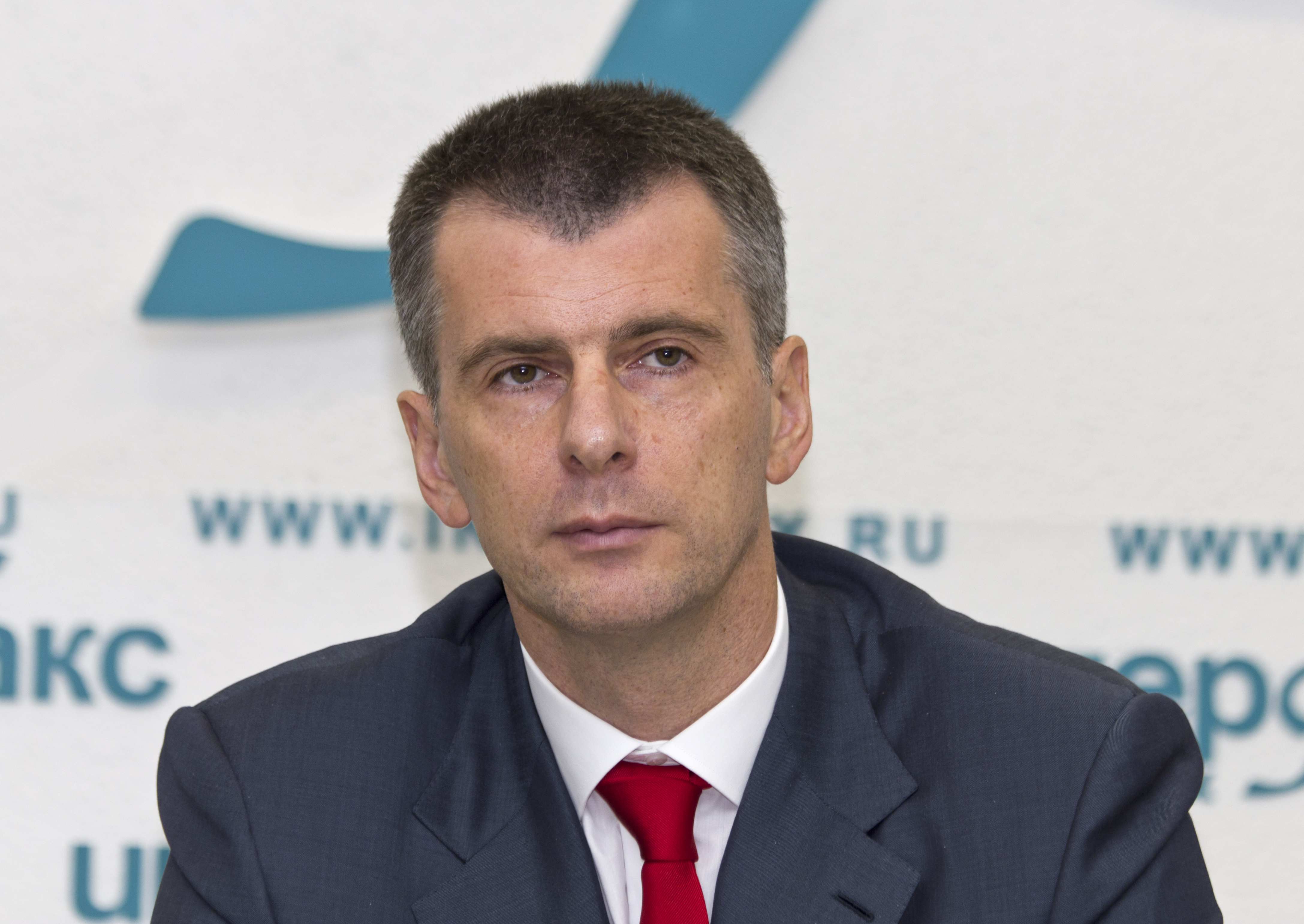
Michail Prochorow

### Wladimir Putin
Auf dem Parteitag der Regierungspartei Einiges Russland gab der amtierende Ministerpräsident und russische Präsident in den Jahren 2000 bis 2008 Wladimir Putin am 24. September 2011 bekannt, bei den Präsidentenwahlen als Kandidat antreten zu wollen. Dies war zuvor vom amtierenden Präsidenten Dmitri Medwedew vorgeschlagen worden. Dieser soll in der Folge das Amt des Ministerpräsidenten übernehmen.
Für eine Kontroverse sorgte die Unterstützung Putins durch den Moskauer Patriarchen Kyrill I.
Seinen Wahlkampf führte Putin unter anderem mit einer Serie programmatischer Zeitungsartikel, in denen er seine Positionen zu verschiedenen Themen ausführte. So ging er in seinem sechsten am 20. Februar erschienenen Artikel auf eine ganze Reihe von Fragen im Zusammenhang mit der von ihm befürworteten Modernisierung der Rüstungsindustrie Russlands ein. Die von ihm in Aussicht gestellte Aufrüstung sei unter anderem wegen des von USA und NATO geplanten Raketenabwehrsystems notwendig. Es gelte, eine „Wiederholung der Tragödie von 1941“ zu verhindern, als das Land „mangelnde Bereitschaft mit riesigen menschlichen Verlusten“ habe bezahlen müssen. Der Anteil der sich an militärischen Themen ausrichtenden Wähler wurde auf zehn Prozent geschätzt.

### Sergei Mironow
Der frühere Vorsitzende der Russischen Föderationsrates Sergei Mironow wurde als möglicher Kandidat gehandelt. Einige Experten schätzten seine Chancen als „nicht schlecht“ ein.
Bereits im Dezember 2010 hatte Mironow in einem Interview gesagt, dass seine Partei (Gerechtes Russland) keinen Kandidaten unterstützen werde, der von „Einiges Russland“ vorgeschlagen wird.
Mironow wurden keine Chancen eingeräumt gegen Wladimir Putin; dazu kam, dass Mironow im Jahr 2004 bereits an den Präsidentschaftswahlen teilgenommen hatte, jedoch damals nicht seine eigene, sondern die Kandidatur von Wladimir Putin unterstützt hatte – Mironow gilt als enger Freund von Putin.

### Wladimir Schirinowski
Wladimir Schirinowski, Parteichef der LDPR, kündigte seine Präsidentschaftskandidatur am 12. September 2010 in einem Fernsehinterview an.
Dabei bezeichnete sich Schirinowski als „dritte Alternative zu den Kreml-Kandidaten“ (damit waren Putin und Medwedew gemeint) und malte sich realistische Chancen auf einen Wahlsieg aus.

### Gennadi Sjuganow
Gennadi Sjuganow ist Vorsitzender der Kommunistischen Partei der Russischen Föderation. Am 17. April 2011 sagte Sjuganow, dass er als Kandidat bei den Präsidentschaftswahlen antreten werde und dass ihn dabei „eine ganze Reihe verschiedener Organisationen“ unterstützen würden. Sjuganow war bereits drei Mal bei den russischen Präsidentschaftswahlen angetreten (1996, 2000 und 2008).

### Michail Prochorow
Michail Prochorow hatte eine Kandidatur bei den Präsidentschaftswahlen in Aussicht gestellt, wenn seine Partei Rechte Sache zweitstärkste Kraft bei den Wahlen zur Duma werden sollte. Er trat allerdings am 15. September 2011 aus dieser Partei aus.
Am 12. Dezember 2011 kündigte Prochorow dennoch überraschend seine Kandidatur für die kommenden Präsidentschaftswahlen an.
Nachdem er die erforderlichen 2 Millionen gültigen Unterschriften von Bürgern der Russischen Föderation zu seiner Unterstützung gesammelt hatte, wurde Prochorow im Januar 2012 als einziger Kandidat, der nicht von einer Duma-Partei aufgestellt wurde, zur Wahl zugelassen, dies im Gegensatz zu Grigori Jawlinski, dessen Unterschriften für ungültig erklärt wurden.

## Von der Wahl ausgeschlossene Kandidaten

### Zur Unterschriftensammlung zugelassen

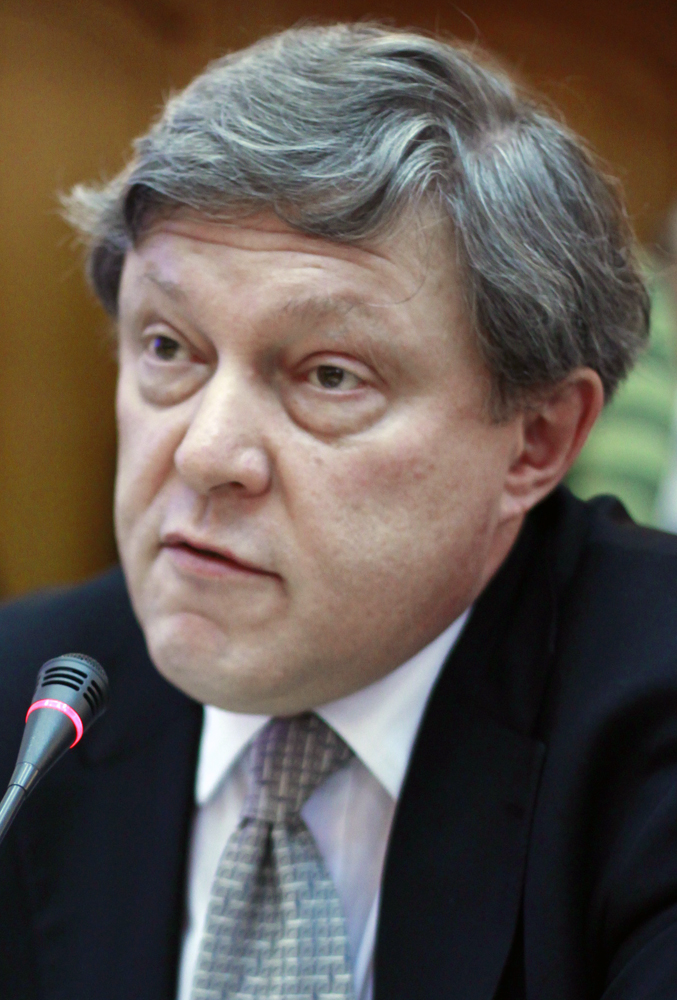
Grigori Jawlinski
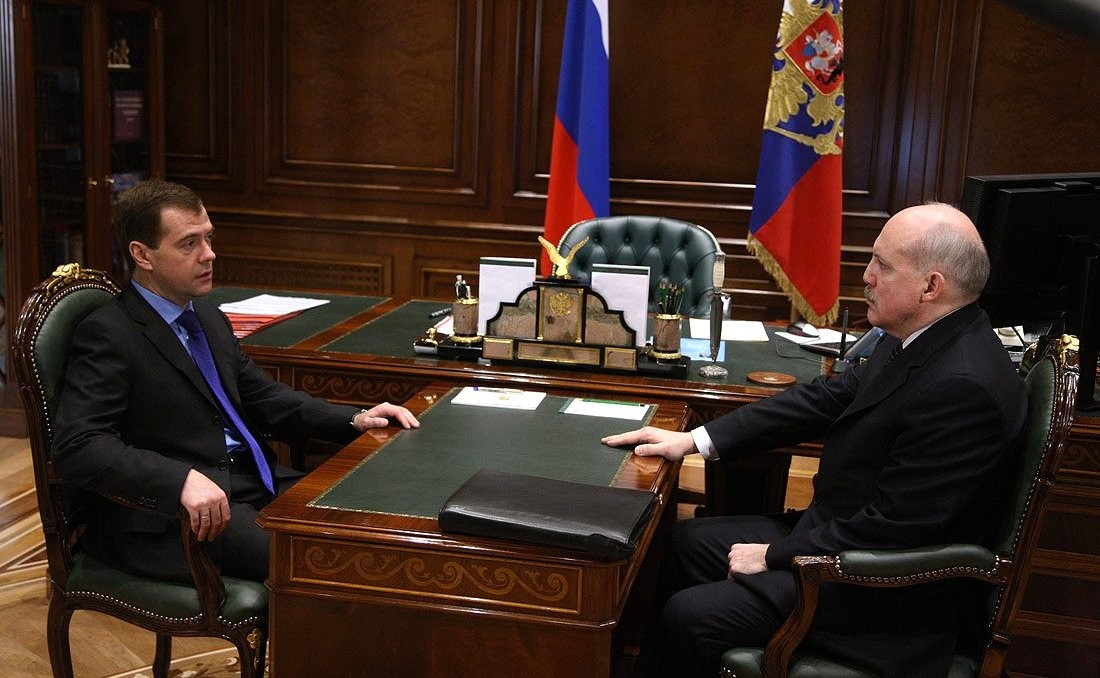
Dmitri Mesenzew

Kandidaten von Parteien, die nicht in der Duma vertreten sind, oder von einer Gruppe von Wählern und nicht von einer Partei vorgeschlagen werden, sind verpflichtet, innerhalb weniger Wochen mindestens 2 Millionen gültige Unterschriften zu ihrer Unterstützung zu sammeln. Zugelassen zur Unterschriftensammlung wurden fünf Politiker, außer dem zur Wahl zugelassenen Michail Prochorow auch Grigori Jawlinski, Dmitri Mesenzew, Swetlana Peunowa, Wiktor Tscherepkow und Rinat Chamijew:
- Dmitri Fjodorowitsch Mesenzew, Gouverneur der Oblast Irkutsk, vorgeschlagen von einer Eisenbahnergewerkschaft
- Swetlana Michailowna Peunowa, Chefin der Partei Wolja in Samara
- Wiktor Iwanowitsch Tscherepkow, ehemaliger Bürgermeister von Wladiwostok
- Rinat Chamijew, Direktor der Firma „Zorro“, aus Orenburg.

Da sie es gemäß den Angaben des Zentralen Wahlkomitees nicht schafften, bis am 30. Januar 2012 mindestens 2 Millionen gültige Unterschriften zu sammeln, wurden sie von der Wahl ausgeschlossen.

#### Grigori Jawlinski
Grigori Jawlinski, der Ex-Parteichef der liberalen Partei Jabloko, hatte bereits im April 2010 angekündigt, dass Jabloko mit einem eigenen Kandidaten an den Präsidentschaftswahlen teilnehmen werde. Konkrete Namen nannte er jedoch nicht.
Im Juni 2011 sagte Jabloko-Parteichef Sergei Mitrochin, dass seine Partei „in erster Linie über die Kandidatur von Grigori Jawlinski“ berate.
Im Januar 2012 wurde ihm die Zulassung zur Präsidentenwahl verweigert, obwohl er die erforderlichen zwei Millionen Unterschriften zu seiner Unterstützung eingereicht hatte. Dies geschah nach Angaben der russischen Wahlleitung wegen teilweise ungültiger Unterstützungsunterschriften. Die zweifache Überprüfung der eingereichten Unterschriften ergab 25,66 Prozent Fälschungen, das waren deutlich mehr als die zugelassenen fünf Prozent an möglichen statistischen Fehlern.

### Von der Unterschriftensammlung ausgeschlossen

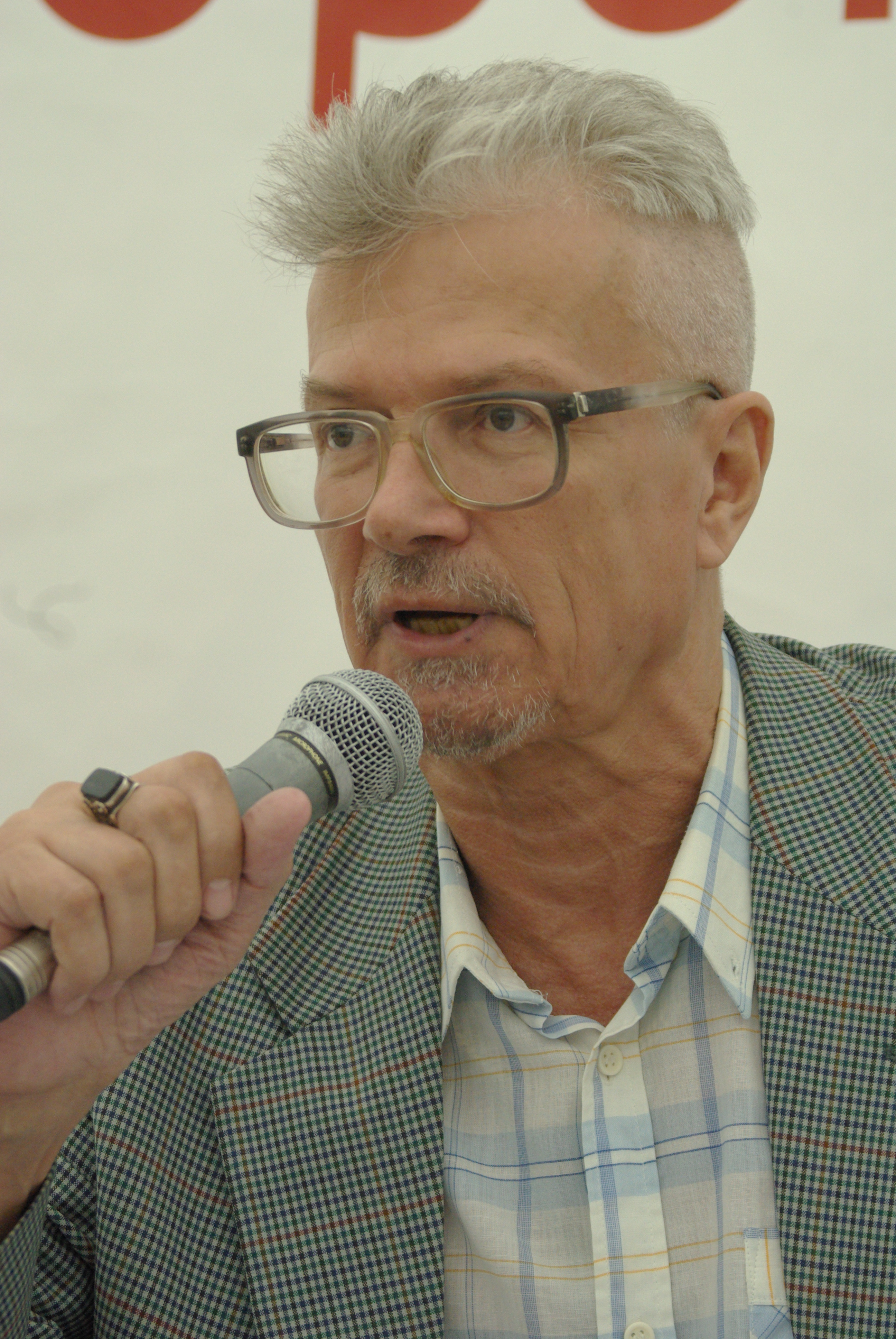
Eduard Limonow (Sawenko)
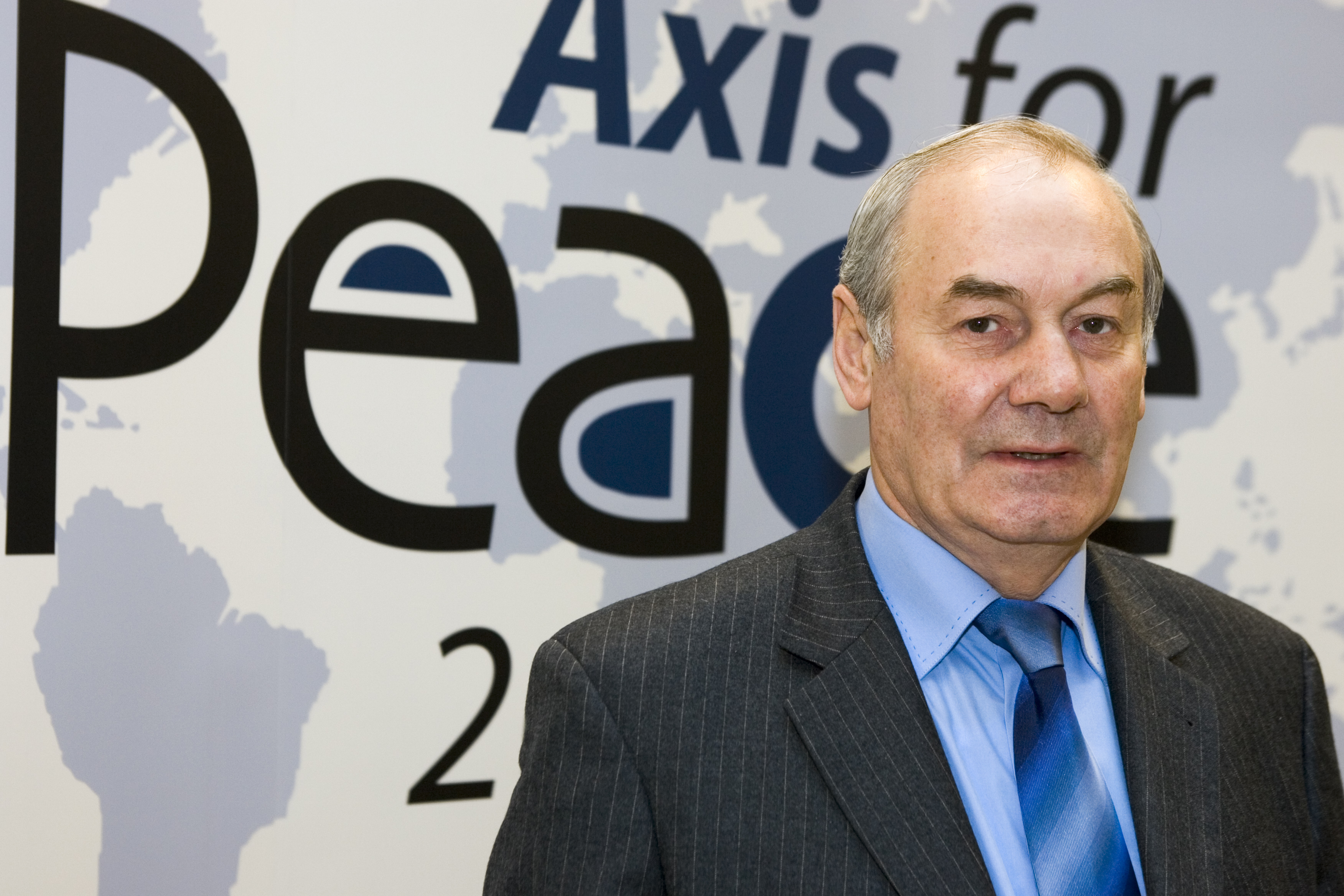
Leonid Iwaschow

#### Eduard Limonow (Sawenko)
Der ultrarechte Oppositionspolitiker Eduard Limonow (Sawenko) kündigte seine Kandidatur schon im März 2009 an. Limonow ist Schriftsteller und Parteichef der als extremistisch eingestuften Nationalbolschewistischen Partei Russlands (NBP). Limonow wurde die Kandidatur verweigert.

#### Leonid Iwaschow
Leonid Grigorjewitsch Iwaschow, ein ehemaliger Generaloberst – unter anderem 1999 im Kosovo eingesetzt – kündigte am 6. Dezember seine Kandidatur an. Iwaschow ist früherer Vorsitzender des „Bundes des russischen Volkes“, einer monarchistischen Organisation (bis 2008). Allerdings wurde er nicht zu den Wahlen zugelassen. Iwaschow wurde die Kandidatur verweigert, weil auf der Liste der benötigten 500 Unterschriften zu seiner Anmeldung bei der Zentralen Wahlbehörde der Ort und das Datum der Unterschriften gefehlt hat.

## Zurückgezogene Kandidatur
Am 2. September 2011 kündigte der bekannte russische Schauspieler und seit Februar 2010 beurlaubte russisch-orthodoxe Priester Iwan Ochlobystin seine Präsidentschaftskandidatur an. Er wolle mit einem „philosophisch-ideologischen“ Konzept überzeugen, damit aus Russland „wieder eine echte Nation“ werden könne. Seine Kandidatur knüpfte er jedoch an die Bedingung, dass der Heilige Synod der Russischen Orthodoxen Kirche seine Zustimmung zur Kandidatur gibt. Der Heilige Synod verweigerte die Zustimmung, und Ochlobystin nahm seine Ankündigung zurück.

## Wahlorganisation

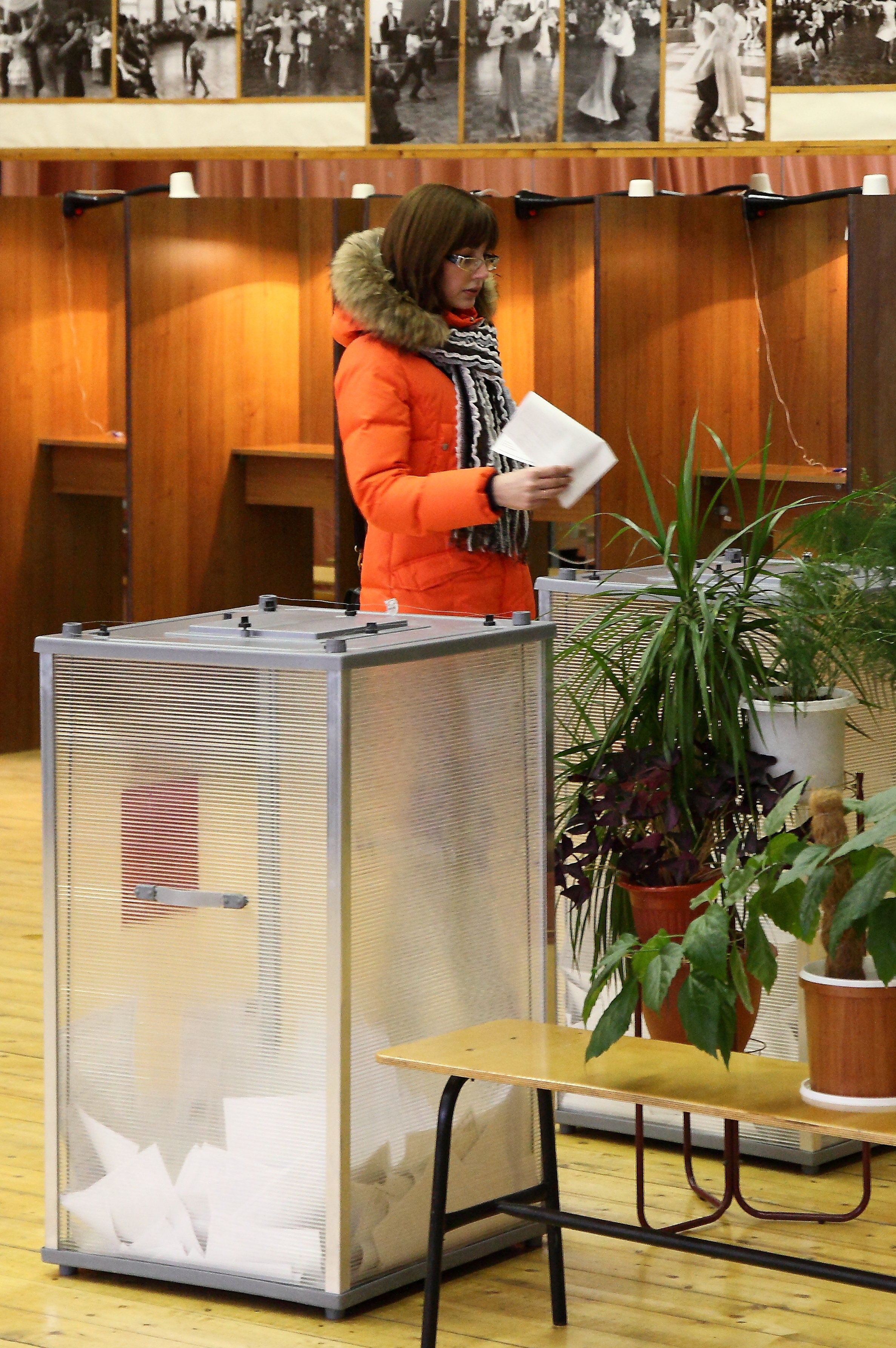
Urnen in einem Wahllokal in Sewerodwinsk

Erstmals in der russischen Geschichte und erstmals überhaupt sollten die Wahllokale bei der Präsidentschaftswahl 2012 flächendeckend videoüberwacht werden. Das Ministerium für Telekommunikation teilte im Februar 2012 mit, dass alle Lokale mit Webcams und Computern ausgestattet wurden. 90.000 Wahllokale erhielten je zwei Webkameras. Die mit der Übertragung der riesigen Datenmengen verbundenen technischen Schwierigkeiten sollten im Vorfeld nach zahlreichen Tests behoben werden: Video-Material von 250 Jahren Länge musste an einem einzigen Tag geladen und gesichert werden. Für die meisten abgelegenen Gebiete ohne Internet sollten eigens Glasfaserleitungen verlegt werden, für die wenigen noch weiter entfernten Gegenden waren Satellitenkanäle geplant. Eineinhalb Millionen Nutzer sollten gleichzeitig über das Internet live zuschauen können. Nach Schließung der Wahllokale und mit Beginn der Auszählung sollte die Live-Übertragung unterbrochen werden, während die Aufnahme selbst weiterging. Das sollte verhindern, dass Ergebnisse vorzeitig von Dritten an die Öffentlichkeit gelangen könnten.
Die Maßnahme kostete 25 Milliarden Rubel (ca. 620 Millionen Euro). Medien berichteten, Präsident Putin habe das Projekt als Reaktion auf Proteste nach den Dumawahlen vom Dezember 2011 initiiert. Wähler hatten bei der Wahl 2011 angebliche Verletzungen des Wahlrechts mit Handy-Kameras festgehalten und im Internet publik gemacht.

## Wählerumfragen
Am 24. Februar wurden Ergebnisse der Umfragen mehrerer Meinungsforschungsinstitute veröffentlicht. Laut dem unabhängigen Lewada-Zentrum gaben etwa 66 Prozent der Wähler an, für Wladimir Putin stimmen zu wollen. Die beiden staatlichen Meinungsforschungsinstitute WZIOM und FOM rechneten mit einer Zustimmung von rund 59 Prozent für den Regierungschef.

## Ergebnisse
| Kandidaten                                                           | Kandidaten            | Parteien                                        | Stimmen     | %    |
| -------------------------------------------------------------------- | --------------------- | ----------------------------------------------- | ----------- | ---- |
|                                                                      | Wladimir Putin        | Einiges Russland                                | 45.602.075  | 63,6 |
|                                                                      | Gennadi Sjuganow      | Kommunistische Partei der Russischen Föderation | 12.318.353  | 17,2 |
|                                                                      | Michail Prochorow     | Parteilos                                       | 5.722.508   | 8,0  |
|                                                                      | Wladimir Schirinowski | LDPR                                            | 4.458.103   | 6,2  |
|                                                                      | Sergei Mironow        | Gerechtes Russland                              | 2.763.935   | 3,9  |
| Ungültige Stimmen                                                    | Ungültige Stimmen     | Ungültige Stimmen                               | 836.691     | 1,2  |
| Gesamt                                                               | Gesamt                | Gesamt                                          | 71.701.665  | 100  |
|                                                                      |                       |                                                 |             |      |
| Gültige Stimmzettel                                                  | Gültige Stimmzettel   | Gültige Stimmzettel                             | 70.864.974  | –    |
| Wähler                                                               | Wähler                | Wähler                                          | 71.701.665  | 65,3 |
| Wahlberechtigte                                                      | Wahlberechtigte       | Wahlberechtigte                                 | 109.860.331 |      |
|                                                                      |                       |                                                 |             |      |
| Quelle: Tsentral'naya izbiratel'naya komissiya Rossiyskoy Federatsii |                       |                                                 |             |      |

Damit hatte Wladimir Putin die Wahl zum Russischen Präsidenten im ersten Wahlgang gewonnen.

### Regionale Unterschiede
Zwischen den Regionen bestanden bei der Wahl teilweise erhebliche Unterschiede. In allen Regionen Russlands konnte der Kreml-Kandidat Wladimir Putin den ersten Platz erobern. In fünf Regionen (Tschetschenien, Dagestan, Tuwa, Inguschetien und Karatschai-Tscherkessien) kam Wladimir Putin auf über 90 Prozent der Stimmen. In Tschetschenien erreichte Putin laut offiziellen Angaben ein Wahlergebnis von 99,76 Prozent, bei einer Wahlbeteiligung von 99,61 Prozent. In drei Regionen, in Mordwinien, im Autonomen Kreis der Jamal-Nenzen und in Tatarstan, kam Putin auf über 80 Prozent. Weiterhin kam er in 31 Regionen auf über 60 Prozent und in 34 Regionen auf über 50 Prozent. Lediglich in einer Region, nämlich in der Stadt Moskau, kam Putin auf unter 50 Prozent. Dort stimmten nur 47,2 Prozent für ihn.

## Nach den Wahlen
Nach den Wahlen verschärfte die Regierung ihren Kurs gegenüber der Opposition. Einige Beispiele:
- Der Blogger Alexei Nawalny (einer der bekanntesten Kritiker von Putin, er organisierte die Großdemonstrationen gegen dessen dritte Amtszeit mit) wurde ab Ende Juli 2012 mit Gerichtsverfahren überzogen.[23]
- Der Oligarch Alexander Jewgenjewitsch Lebedew kündigte am 3. August 2012 seinen Rückzug aus Russland an. Er sei Drohungen und Erpressungen des russischen Inlandsgeheimdiensts (FSB) ausgesetzt, denen er nicht länger standhalten könne.[24]
- Im Juli 2012 setzte Putin das „Gesetz über „ausländische Agenten“ in Russland“ in Kraft, wonach sich NGO-Mitarbeiter, die ihre Finanzierung aus dem Ausland erhalten, als ausländische Agenten bezeichnen müssen (ähnlich wie der „Foreign Agents Registration Act“ in den USA). Die Betroffenen befürchten schwere Behinderungen ihrer Arbeit.[25]
- Drei junge Frauen der Punk-Band Pussy Riot, die während des Wahlkampfs Beschimpfungen und beleidigende Schreie in der zentralen Kirche[26] in Moskau für ein Punk-Gebet gegen Putin und gegen die enge Verzahnung von russisch-orthodoxer Kirche und Staat ausgaben, mussten deshalb vor Gericht. Am 17. August 2012 wurden die Bandmitglieder wegen „Rowdytums aus religiösem Hass“[27] schuldig gesprochen. Die Angeklagten wurden von Richterin Marina Syrowa zu jeweils zwei Jahren Straflager verurteilt. Die sechsmonatige Untersuchungshaft wird angerechnet.